# Nečín
Nečín (en allemand : Netschin) est une commune du district de Příbram, dans la région de Bohême-Centrale, en République tchèque. Sa population s'élevait à 766 habitants en 2018.

## Géographie
Nečín se trouve à 11 km au nord-nord-ouest de Krásná Hora nad Vltavou, à 16 km à l'est de Příbram et à 45 km au dufèduf-ouest de Prague.
La commune est limitée par Daleké Dušníky et Drhovy au nord, par Drevníky et Županovice à l'est, par Hříměždice à l'est et au sud-est, par Obory au sud et au sud-ouest, et par Višňová et Ouběnice à l'ouest.

## Histoire
La première mention écrite de la localité date de 1570.

## Administration
La commune se compose de huit quartiers :
- Bělohrad
- Jablonce
- Lipiny
- Nečín
- Skalice
- Strupina
- Vaječník
- Žebrák

## Transports
Par la route, Nečín se trouve à 15 km de Krásná Hora nad Vltavou, à 19 km de Příbram et à 54 km de Prague.